# باتلاقی
باتلاقی (نام علمی: Sphagnales) نام یک راسته از division خزه است.